# Juan Hilarión Lenzi
Juan Hilarión Lenzi (Viedma, 1898-Mar Argentino, 1970) fue un escritor, periodista e historiador argentino que se abocó particularmente a temáticas patagónicas.

## Biografía
Juan Hilarión Lenzi nació el 21 de octubre de 1898 en Viedma, provincia de Río Negro, donde cursó sus estudios primarios. En su adolescencia viajó a Bolonia, Italia, donde cursó sus estudios secundarios. Regresó a la República Argentina a los 18 años para cumplir con el servicio militar obligatorio, vigente entonces en este país.
A los 20 años de edad publicó su primer libro “De la Cultura”. Posteriormente incursionó en la Patagonia austral, donde se dedicó a actividades mercantiles, estableciéndose provisoria y sucesivamente en Puerto Santa Cruz y Puerto San Julián, para radicarse finalmente en Río Gallegos. En todas estas ciudades ejerció como periodista gráfico de publicaciones locales. Su actividad periodística tuvo un sesgo particularmente político en apoyo de medidas que beneficiaran a la población local ante el Estado Nacional (eliminación de las aduanas, educación pública, cesión a los pobladores de las tierras fiscales que habitaban, etc.). También en Río Gallegos, llegaría a ser el primer director general de la primera radio del territorio de Santa Cruz.
Desde la década del ’30 hasta la del ’50 inclusive ejerció un público activismo en favor de que los territorios patagónicos se convirtiesen en provincias autónomas en vez de ser gobernadas directamente por el gobierno central de Argentina. También ejerció la función pública: en 1958, con el primer gobierno constitucional de su provincia natal, Río Negro, fue Secretario de Planeamiento, y posteriormente, de nuevo en Río Gallegos, fue Secretario General del Municipio de esta ciudad.
Falleció el 29 de noviembre de 1970, a bordo del portaaviones “25 de Mayo”, en aguas del Mar Argentino, frente a las costas santacruceñas, cuando se disponía a participar en un acto oficial de homenaje al Capitán de Marina Carlos María Moyano.
Su último libro “Historia de Santa Cruz”, que cubre la historia de gran parte del sur patagónico desde la prehistoria hasta 1970, fue editado póstumamente, en 1980.

## Obra
El siguiente es un listado incompleto de las obras de Lenzi.
- De la cultura: estudios sociales sobre el Río Negro. Buenos Aires, 1919.
- Gobierno de territorios: conceptos básicos de la ley orgánica territorial. Buenos Aires, 1939.
- Vocación y destino. Vida y hazañas de Edelmiro Mayer. Soldado de Mitre, Lincoln y Juárez. Buenos Aires 1961.
- Carlos María Moyano. Marino, explorador y gobernante. Buenos Aires 1962.
- Antecedentes y proyecciones de la colonización galesa del Chubut: Conferencia. 1965
- Tierra del Fuego, Antártida e Islas del Atlántico Sur. Su pasado, su presente y su proyección. Buenos Aires 1967.
- Esta tierra nuestra: el desembarco en Misioneros de la expedición de Luis Py. 1969
- Historia de Santa Cruz. Buenos Aires, 1980.